# Trojan.ByteVerify
Trojan.ByteVerify est un cheval de Troie sous forme d'un Applet Java détecté par la grande majorité des Antivirus. Ce cheval de troie exploite une vulnérabilité de la Microsoft Java Virtual Machine (VM), décrite dans le bulletin de sécurité de Microsoft MS03-011, permettant à un pirate d'exécuter du code arbitraire sur la machine infectée. Entre autres, ByteVerify.A peut modifier la page d'accueil d'Internet Explorer et ajouter de nombreux liens pornographiques aux favoris.

## Sources
- Symantec
- TrendMicro